# Campioni italiani assoluti di atletica leggera - Marcia maschile ≥ 25 km
Questa pagina raccoglie un elenco di tutti i campioni italiani dell'atletica leggera nelle specialità della marcia, su pista e su strada, della lunghezza pari o superiore a 25 km. Sono comprese distanze non più presenti nel programma della competizione (25 km, 40/42 km e marcia a squadre) e la 50 km, ancora parte del programma delle gare.

## Albo d'oro

### Marcia 25 km
La gara dei 25 km di marcia fece parte dei campionati italiani di atletica leggera in due sole occasioni: nella prima edizione del 1906, dove si disputò su strada, e nel 1939, quando si tenne, invece, in pista.
| Anno      | Atleta (società)       | Prestazione            |
| --------- | ---------------------- | ---------------------- |
| 1906      | Angelo Coccia ?        | 2h26'57"3/5(m)         |
| 1907/1914 | Gara non in programma  | Gara non in programma  |
| 1915/1918 | Edizioni non disputate | Edizioni non disputate |
| 1919/1938 | Gara non in programma  | Gara non in programma  |
| 1939      | Luigi Peri ?           | 2h12'37"2/5(m)         |

### Marcia 35 km
La gara maschile dei 35 km di marcia è entrata a far parte del programma dei campionati italiani assoluti nel 2022, in vista dell'ingresso della disciplina ai Giochi olimpici di Parigi 2024 in sostituzione della marcia 50 km.
| Anno | Atleta (società)                              | Prestazione |
| ---- | --------------------------------------------- | ----------- |
| 2022 | Matteo Giupponi Centro Sportivo Carabinieri   | 2h33'45"    |
| 2023 | Riccardo Orsoni Gruppi Sportivi Fiamme Gialle | 2h33'06"    |

### Marcia 40/42 km
Questa distanza di marcia fu inserita nel programma dei campionati nel 1908 e vi rimase (con l'eccezione del 1911) fino al 1927, quando fu sostituita dai 50 km di marcia. Quando la gara prevedeva la distanza di 42 km (per la precisione 42,750 km) era definita "maratona di marcia".
| Anno             | Atleta (società)                           | Prestazione            |
| ---------------- | ------------------------------------------ | ---------------------- |
| 1908 (40 km)     | Antonio Navoni ?                           | 4h07'37"(m su pista)   |
| 1909 (40 km)     | Silla Del Sole Società Sportiva Alba Roma  | 3h56'30"(m)            |
| 1910 (40 km)     | Italo Bertola ?                            | 3h50'48"(m)            |
| 1911             | Gara non in programma                      | Gara non in programma  |
| 1912 (40 km)     | Donato Pavesi ?                            | 3h57'00"0(m)           |
| 1913 (40 km)     | Giovanni Brunelli FC Internazionale Milano | 3h42'32"4/5(m)         |
| 1914 (≈ 42 km)   | Donato Pavesi ?                            | 3h56'34"0(m)           |
| 1915             | Edizioni non disputate                     | Edizioni non disputate |
| 1916             | Edizioni non disputate                     | Edizioni non disputate |
| 1917             | Edizioni non disputate                     | Edizioni non disputate |
| 1918             | Edizioni non disputate                     | Edizioni non disputate |
| 1919 (≈ 42 km)   | Giusto Umeck ?                             | 4h34'25"4/5(m)         |
| 1920 (≈ 42 km)   | Giusto Umeck ?                             | 3h52'43"2/5(m)         |
| 1921 (42,750 km) | Donato Pavesi ?                            | 4h09'03"4/5(m)         |
| 1922 (42,750 km) | Giovanni Brunelli FC Internazionale Milano | 4h03'42"0(m)           |
| 1923 (42,750 km) | Giovanni Brunelli FC Internazionale Milano | 4h35'50"0(m)           |
| 1924 (42,750 km) | Donato Pavesi ?                            | 4h09'05"4/5(m)         |
| 1925 (43,500 km) | Donato Pavesi ?                            | 4h07'21"1/5(m)         |
| 1926 (42,4 km)   | Attilio Callegari ?                        | 3h52'55"0(m)           |
| 1927 (42,750 km) | Giusto Umeck ?                             | 3h34'25"4/5(m)         |

### Marcia 50 km
La gara dei 50 km di marcia fu inserita nel programma dei campionati nel 1928. È rimasta parte della competizione fino al 2011, con l'unica eccezione del 1943.
| Anno | Atleta (società)                                             | Prestazione            |
| ---- | ------------------------------------------------------------ | ---------------------- |
| 1928 | Romano Vecchietti ?                                          | 4h30'21"2/5            |
| 1929 | Romano Poggiolini ?                                          | 4h33'20"0              |
| 1930 | Francesco Pretti ?                                           | 5h03'43"0              |
| 1931 | Ettore Rivolta ?                                             | 4h49'53"6              |
| 1932 | Umberto Olivoni ?                                            | 4h49'50"0              |
| 1933 | Umberto Olivoni ?                                            | 4h54'36"8              |
| 1934 | Ettore Rivolta ?                                             | 4h49'37"6              |
| 1935 | Ettore Rivolta ?                                             | 4h35'53"2              |
| 1936 | Ettore Rivolta ?                                             | 4h36'29"0              |
| 1937 | Giuseppe Gobbato ?                                           | 4h46'14"0              |
| 1938 | Cosimo Puttilli ?                                            | 4h39'57"0              |
| 1939 | Ettore Rivolta ?                                             | 5h15'21"4              |
| 1940 | Alighiero Guglielmi ?                                        | 4h55'59"6              |
| 1941 | Giuseppe Malaspina ?                                         | 4h42'41"6              |
| 1942 | Alighiero Guglielmi ?                                        | 4h58'06"8              |
| 1943 | Gara non in programma                                        | Gara non in programma  |
| 1944 | Edizione non disputata                                       | Edizione non disputata |
| 1945 | Giuseppe Kressevich Associazione Sportiva Edera              | 4h51'23"0              |
| 1946 | Valentino Bertolini ?                                        | 5h00'19"0              |
| 1947 | Cosimo Puttilli ?                                            | 4h38'55"0              |
| 1948 | Valentino Bertolini ?                                        | 4h25'37"0              |
| 1949 | Pino Dordoni ?                                               | 4h44'36"0              |
| 1950 | Pino Dordoni ?                                               | 4h38'04"0              |
| 1951 | Salvatore Cascino ?                                          | 4h30'53"6              |
| 1952 | n/d                                                          | n/d                    |
| 1953 | n/d                                                          | n/d                    |
| 1954 | n/d                                                          | n/d                    |
| 1955 | Abdon Pamich Associazione Amatori Atletica                   | 4h24'11"0              |
| 1956 | Abdon Pamich Associazione Amatori Atletica                   | 4h31'06"0              |
| 1957 | Abdon Pamich ?                                               | 4h45'48"0              |
| 1958 | Abdon Pamich ?                                               | 4h30'38"6              |
| 1959 | Abdon Pamich ?                                               | 4h26'57"0              |
| 1960 | Abdon Pamich ?                                               | 4h03'02"0              |
| 1961 | Abdon Pamich ?                                               | 4h33'05"0              |
| 1962 | Abdon Pamich ?                                               | 4h23'11"8              |
| 1963 | Abdon Pamich ?                                               | 4h33'13"0              |
| 1964 | Abdon Pamich ?                                               | 4h08'30"0              |
| 1965 | Abdon Pamich ?                                               | 4h16'30"1              |
| 1966 | Abdon Pamich ?                                               | 4h18'03"1              |
| 1967 | Abdon Pamich ?                                               | 4h21'17"8              |
| 1968 | Abdon Pamich ?                                               | 4h15'46"6              |
| 1969 | Sante Mancini ?                                              | 4h14'33"6              |
| 1970 | Vittorio Visini Centro Sportivo Carabinieri                  | 4h30'53"2              |
| 1971 | Vittorio Visini Centro Sportivo Carabinieri                  | 4h06'45"0              |
| 1972 | Vittorio Visini Centro Sportivo Carabinieri                  | 4h04'44"2              |
| 1973 | Vittorio Visini Centro Sportivo Carabinieri                  | 4h24'45"0              |
| 1974 | Vittorio Visini Centro Sportivo Carabinieri                  | 4h06'03"0              |
| 1975 | Vittorio Visini Centro Sportivo Carabinieri                  | 4h07'43"0              |
| 1976 | Paolo Grecucci ?                                             | 4h09'27"2              |
| 1977 | Franco Vecchio Milan Marcia Milano                           | 4h07'38"0              |
| 1978 | Paolo Grecucci ?                                             | 3h51'30"8              |
| 1979 | Domenico Carpenteri ?                                        | 4h10'43"0              |
| 1980 | Domenico Carpenteri ?                                        | 4h06'43"0              |
| 1981 | Vittorio Visini Centro Sportivo Carabinieri                  | 4h07'16"3              |
| 1982 | Graziano Morotti ?                                           | 4h08'42"2              |
| 1983 | Raffaello Ducceschi Gruppo Sportivo Fiamme Oro               | 3h58'28"               |
| 1984 | Raffaello Ducceschi Gruppo Sportivo Fiamme Oro               | 3h43'02"               |
| 1985 | Maurizio Damilano Sisport Fiat                               | 3h53'59"7              |
| 1986 | Maurizio Damilano Sisport Fiat                               | 3h51'50"               |
| 1987 | Giovanni Perricelli Gruppo Sportivo Fiamme Azzurre           | 3h47'49"8              |
| 1988 | Raffaello Ducceschi Gruppo Sportivo Fiamme Oro               | 3h44'37"0              |
| 1989 | Giovanni Perricelli Gruppo Sportivo Fiamme Azzurre           | 3h58'10"               |
| 1990 | Maurizio Damilano Sisport Fiat                               | 3h46'51"               |
| 1991 | Giovanni Perricelli Gruppo Sportivo Fiamme Azzurre           | 3h49'40"               |
| 1992 | Giovanni Perricelli Gruppo Sportivo Fiamme Azzurre           | 3h55'01"               |
| 1993 | Giuseppe De Gaetano ?                                        | 3h51'54"               |
| 1994 | Giovanni De Benedictis Centro Sportivo Carabinieri           | 3h50'16"               |
| 1995 | Alessandro Mistretta ?                                       | 3h59'24"               |
| 1996 | Giovanni De Benedictis Centro Sportivo Carabinieri           | 3h49'17"               |
| 1997 | Giovanni Perricelli Gruppo Sportivo Fiamme Azzurre           | 3h52'31"               |
| 1998 | Michele Didoni Centro Sportivo Carabinieri                   | 3h51'53"               |
| 1999 | Marco Giungi Gruppi Sportivi Fiamme Gialle                   | 3h50'18"               |
| 2000 | Francesco Galdenzi Associazione Sportiva La Fratellanza 1874 | 4h01'34"               |
| 2001 | Marco Giungi Gruppi Sportivi Fiamme Gialle                   | 3h54'16"               |
| 2002 | Marco Giungi Gruppi Sportivi Fiamme Gialle                   | 3h45'55"               |
| 2003 | Marco Giungi Gruppi Sportivi Fiamme Gialle                   | 3h59'20"               |
| 2004 | Marco Giungi Gruppi Sportivi Fiamme Gialle                   | 3h50'05"               |
| 2005 | Alex Schwazer Centro Sportivo Carabinieri                    | 3h56'58"               |
| 2006 | Marco De Luca Gruppi Sportivi Fiamme Gialle                  | 4h01'38"               |
| 2007 | Alex Schwazer Centro Sportivo Carabinieri                    | 3h36'04"               |
| 2008 | Alex Schwazer Centro Sportivo Carabinieri                    | 3h54'10"               |
| 2009 | Marco De Luca Gruppi Sportivi Fiamme Gialle                  | 3h55'38"7              |
| 2010 | Alex Schwazer Centro Sportivo Carabinieri                    | 3h50'22"               |
| 2011 | Federico Tontodonati CUS Torino                              | 3h55'04"               |
| 2012 | Federico Tontodonati CUS Torino                              | 3h51'37"               |
| 2013 | ?                                                            | ?                      |
| 2014 | Matteo Giupponi Centro Sportivo Carabinieri                  | 3h51'49                |

### Marcia a squadre
La gara di marcia a squadre fu inserita nel programma dei campionati dal 1938 al 1943. Le squadre erano di 3 o 4 marciatori impegnati su distanze variabili tra i 25 e i 30 km su strada. La classifica finale era determinata dalla somma dei tempi dei singoli atleti di una stessa squadra.
| Anno         | Atleta (società)                                                           | Prestazione    |
| ------------ | -------------------------------------------------------------------------- | -------------- |
| 1938 (30 km) | Emilio Canevari Luciano Crola Giuseppe Malaspina                           | 3h17'30"0(m)   |
| 1939 (25 km) | Giorgio Furlan Giuseppe Kressevich Egidio Narduzzi                         | 2h11'14"0(m)   |
| 1940 (25 km) | Ezio Corsi Giorgio Furlan Giuseppe Kressevich Pio Toffoletto Emilio Ugotti | 2h17'46"0(m)   |
| 1941 (25 km) | Emilio Canevari Luciano Crola Giuseppe Malaspina Pasquale Valtorta         | 2h08'07"0(m)   |
| 1942 (25 km) | Emilio Canevari Luciano Crola Giuseppe Malaspina Pasquale Valtorta         | 2h13'05"2/5(m) |
| 1943 (25 km) | Ezio Corsi Giuseppe Kressevich Egidio Narduzzi                             | 2h17'43"4(m)   |